# Filisparsa rugosa
Filisparsa rugosa är en mossdjursart som beskrevs av Canu och Bassler 1929. Filisparsa rugosa ingår i släktet Filisparsa och familjen Oncousoeciidae. Inga underarter finns listade i Catalogue of Life.